# کجا بودی (وقتی دنیا از چرخش ایستاد)
کجا بودی (وقتی دنیا از چرخش ایستاد) عنوان آهنگی بود که توسط موسیقیدان آمریکایی سبک کانتری، الن جکسون سروده و ضبط شد. این آهنگ بعد از حملات ۱۱ سپتامبر سروده شده و درانجمن موسیقی کانتری در تاریخ ۱۶ آبان ۱۳۸۰ اجرا شد. این آهنگ در آذر ماه همان سال در آلبوم رانندگی از الن جکسون به عنوان سرآهنگ منتشر شد و در صدر جدول فروش بیلبورد در آمریکا قرار گرفت.

## سرودن
جکسون قصد داشت تا آهنگی را که منعکس‌کنندهٔ افکار و احساساتش باشد، بسراید، ولی وی قادر به بیان احساساتش تا مدت‌ها نبود. وی در اظهار نظری گفت: «نمی‌خواستم تنها آهنگی میهن‌پرستانه بگویم یا حتی کینه‌توزانه؛ ولی نمی‌خواستم احساساتم و همچنین احساسات مردم دیگر فراموش شود».
سرانجام در یک روز یک‌شنبه، ۶ آبان ۱۳۸۰، ساعت ۴ صبح با آهنگی ساعت ۴ صبح، از خواب بیدار شد و اولین خطوط آهنگ و هم‌آوایی‌اش به ذهنش رسید.
وی عجولانه از رخت‌خواب برخاست و لباسش را پوشید و ضبط دستی‌اش را برداشت تا چیزی از یادش نرود. بعد در همان روز کار سرودن آهنگ را به اتمام می‌رساند.

## معرفی
جکسون اجرای خودش را در انجمن موسیقی کانتری برای تاریخ ۱۶ آبان ۱۳۸۰ که قرار بود از شبکهٔ سی‌بی‌اس پخش شود، برنامه‌ریزی نمود. وی قرار بود آهنگ جایی که از آنجا آمدم را اجرا نماید. این آهنگ به رتبهٔ اول فهرست بیلبورد دست یافت.

## نظرات

### بازرگانی
روزبعد از اجرا، بسیاری از ایستگاه‌های رادیویی شروع به پخش این آهنگ به عنوان آهنگ جدید از جکسون نمودند. چندین ایستگاهی که آهنگ‌های پاپ پخش می‌کردند شامل یکی از نیویورک، شروع به پخش آهنگ کردند. این آهنگ به رتبهٔ ۲۵ برترین آهنگ هفتهٔ پایانی نوامبر سال ۲۰۰۱ (آذر ۱۳۸۰) دست یافت که برای یک آهنگ سبک کانتری بعد از ۱۰ سال رخ می‌داد. هفتهٔ بعد، از دی ۱۳۸۰ این آهنگ به رتبهٔ اول فهرست موسیقی کانتری دست‌یافت و برای پنج هفتهٔ متوالی در همین رتبه باقی ماند در حالی که تنها در شش هفته به این رتبه دست‌یافته بود.

### انتقادات
موج انتقادات نسبت به این آهنگ مثبت بود. دبورا ایوانز پرایس (به همراه بیلبورد) در طی اظهار نظری بیان داشت که: «چندین آهنگ پس از یازده سپتامبر نوشته شده ولی هیچ‌یک به اندازهٔ آهنگ الن جکسون نتوانست فصیح به بیان احساسات، فارغ از تفکرات لجام گسیخته ضد ملی،
بپردازد». ویلیام بروسز از رسانهٔ پیچفروک اعلام نمود: «آهنگ ۱۱ سپتامبری آلن جکسون، یک تکه از نادانی‌گرایی مسیحیان را به نمایش گذاشته، همان قسمتی از آهنگ که می‌گوید:'من سی‌ان‌ان نگاه می‌کنم ولی شک دارم بتوانم به تو / فرق بین عراق و ایران را بگویم'». ((به انگلیسی: I watch CNN but I'm not sure I can tell you/ The difference in Iraq and Iran)).
جکسون در پاسخ به انتقاداتش و واکنش‌ها به آهنگش بیان نمود که: «من فکر می‌کنم که هنک ویلیامز بود که گقت، 'خدا می‌سرود، من قلم می‌زدم '. این همان چیزی است که من احساس کردم».

## جدول فروش
| جدول(۱۳۸۰)                           | بهترین رتبه |
| ------------------------------------ | ----------- |
| بیلبورد آمریکا، بهترین آهنگ و تک‌آهنگ | ۱           |
| بیلبورد آمریکا، صدتای برتر           | ۲۸          |